# Kara-e
A kara-e (japánul: 唐絵) a ’kínai stílusú festészet’ Japánban, szemben a japán stílusúval (jamato-e). Legelőbb a 7–8. században importált kínai műveket hívták így, majd a Heian-korban (794–1185) az ezeket utánozó japán festményeket, utóbb, a 13–14. században a szintén Kínából érkező tusrajzokat (tusfestés), az Edo-korban (1600–1867) pedig kara-e volt a Tang-Kína (618–906) színpompás stílusa, jamato-e a klasszikus Heian-stílus, és kanga ('kínai festés') a Szung- és Jüan-Kína (960–1368) japánosított festészete.